# Тарба, Мурад Джисипович
Мурад Джисипович Тарба (1892 — 8 ноября 1973) — советский хозяйственный, государственный и политический деятель, участник Великой Отечественной войны, звеньевой колхоза имени Берия (с 1953 года колхоз «Дурипш») Гудаутского района Абхазской АССР, Грузинская ССР. Герой Социалистического Труда (21.02.1948).

## Биография
Родился в 1892 году в селе Дурипш Сухумского округа Кутаисской губернии, ныне — Гудаутского района Абхазии. Абхаз.
С ранних лет приобщился к крестьянскому труду. С началом коллективизации сельского хозяйства одним из первых среди односельчан Дурипша вступил в колхоз имени Берия, где работал звеньевым полеводческого звена, которое постоянно соревновалось со звеном Темура Тарба.
По итогам работы в 1947 году звено Мурада Джисиповича получило урожай кукурузы 78,9 центнера с гектара на площади 3 гектара.
Указом Президиума Верховного Совета СССР от 21 февраля 1948 года «за получение высоких урожаев кукурузы и пшеницы в 1947 году» Тарба Мураду Джисиповичу присвоено звание Героя Социалистического Труда с вручением ордена Ленина и золотой медали «Серп и Молот».
Этим же Указом званием Героя Социалистического Труда были награждены труженики колхоза имени Берия бригадир Аилин Дугович Тарба, звеньевые Темур Тугович Тарба и Хошид Дугович Тарба.
Продолжал трудиться в родном колхозе (в 1953 году переименованном в «Дурипш»), возглавляемом председателем Г. Ш. Ардзинба, до выхода на пенсию.
Избирался депутатом Дурипшского сельского Совета депутатов трудящихся.
Проживал в селе Дурипш, являлся членом совета старейшин.
Скончался 8 ноября 1973 года. Похоронен в селении Дурипш в Гудаутском районе Абхазии.

## Награды
- Золотая медаль «Серп и Молот» (21.02.1948)
- орден Ленина (21.02.1948)
- Медаль «За трудовую доблесть»
- Медаль «В ознаменование 100-летия со дня рождения Владимира Ильича Ленина»
- Медаль «Ветеран труда»
- медали Всесоюзной сельскохозяйственной выставки (ВСХВ)
- и другими

## Память
- На могиле установлен надгробный памятник.